# أوليغ كيزانوف
أوليغ كيزانوف (بالروسية: Кожанов, Олег Геннадьевич)‏ (5 يونيو 1987 بسانت بطرسبرغ في روسيا - ) هو لاعب كرة قدم روسي في مركز الهجوم. شارك مع منتخب روسيا تحت 21 سنة لكرة القدم. أما مع النوادي، فقد لعب مع زينيت سانت بطرسبرغ ونادي أورينبورغ ونادي روستوف ونادي فولغا نيجني نوفغورود وFC KAMAZ Naberezhnye Chelny ‏ ونادي دينامو سانت بطرسبرغ ‏ ونادي ينيسي كراسنويارسك ‏ ونادي خيمكي ونادي أورال يكاترينبورغ ونادي سكا خاباروفسك.